# Lolium multiflorum
La Loiessa (Lolium multiflorum Lam., 1799) è una pianta della famiglia delle Poacee (o Gramineae, nom. cons.), di tipo prativo, detta anche "loglio" o "loietto italico", adatta per erbai monofiti autunno-primaverile.

## Varietà
Esistono varietà annuali come la var. westervoldicum tipiche da erbaio e varietà biennali e triennali come ad esempio Lolium multiflorum var. italicum a cui appartengono i loietti delle marcite lombarde. 
I primi sono idonei per erbai, mentre i secondi si ritrovano nei miscugli adoperati nei prati polifiti poliannuali. 
La semina non presenta difficoltà e si effettua in epoca autunnale (settembre-inizio ottobre). Alcune varietà sono sensibili al gelo.
L'erbaio in purezza necessita di concimazioni azotate di 50 kg/ha all'impianto (+ 100-150 in copertura).

## Usi
È una essenza tipicamente da sfalcio: il primo sfalcio avviene a metà maggio, poi ogni 5 settimane (rifiorente).
Il foraggio di loiessa, di buona qualità, può essere consumato fresco, affienato o insilato. 
La coltura inoltre, viene utilizzata, soprattutto in centro Europa, per il pascolo.